# Přírodní rezervace Ali Botuš
Přírodní rezervace Ali Botuš (Биосферен резерват Али ботуш) je chráněné území na jihozápadě Bulharska, které má rozlohu 16,38 km². Rezervace byla vyhlášena 24. listopadu 1951 a od roku 1977 je biosférickou rezervací UNESCO.
Rezervace se nachází u města Sandanski v Blagoevgradské oblasti a zahrnuje bulharskou stranu pohraniční hory Slavjanka (řecky Orvilos, turecky Alibotuş). Poloha v zakázaném pohraničním pásmu přispěla k uchování původního rázu krajiny. Nadmořská výška se pohybuje od 1140 do 2112 metrů. Vládne zde středozemní podnebí, v zimě jsou časté föhny. Rezervace leží v krasové oblasti a pramení v ní řeka Mutnica.
Na území rezervace je možno nalézt 1500 druhů cévnatých rostlin, z toho dvacet bulharských endemitů. Nachází se v ní největší souvislý porost vzácné borovice Heldreichovy, stáří některých stromů se odhaduje až na 400 let. Roste zde také jedle makedonská, buk lesní, kaštanovník setý, habrovec habrolistý, lýkovec olejový, tis červený, koniklec Hallerův a vítod nizzský.
V rezervaci žije medvěd hnědý, prase divoké, vlk obecný, šakal obecný, želva zelenavá, skvrnovka kočičí a ještěrka Erhardova. Bylo zde zjištěno 134 druhů ptáků a okolo 1200 druhů hmyzu.